# Breakdance

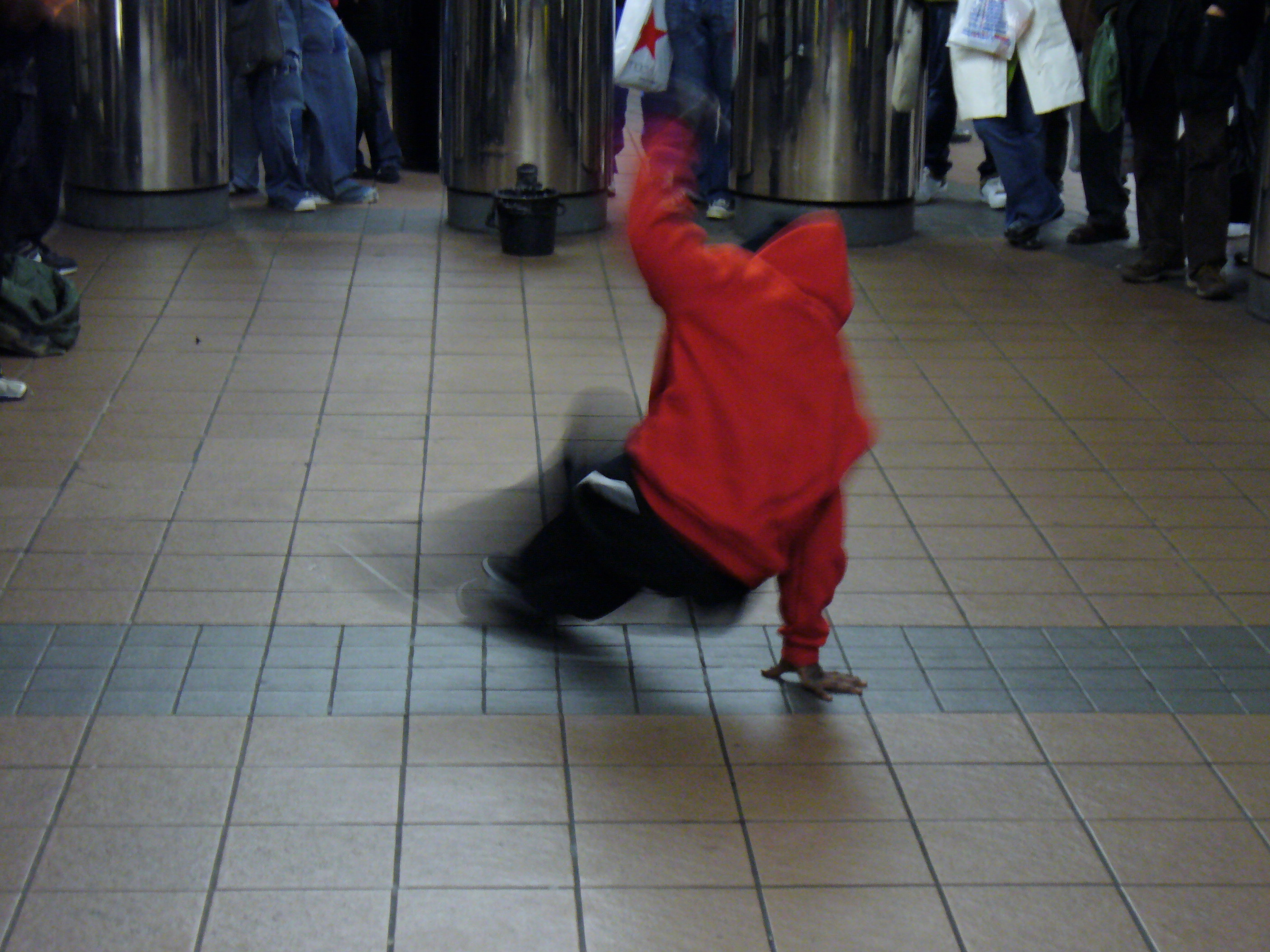
En klassisk downrock.

Breakdance, alternativt breakdans, är dansstilen "breaking"s mer alldagliga namn, efter att massmedier introducerat dansen för världen. Dansstilen, som är ett av elementen i den ursprungliga hiphop-kulturen från 1970-talet, var populär under 1980-talet. De fyra elementen inom hiphop är DJ, graffiti, rap och breaking. De utövas världen över och utvecklas i takt med dansarnas egen utveckling. En utövare av breaking kallas på svenska breakare, det finns även de könsspecifika b-boy och b-girl. Bland de länder som har flest breakare i världsklass räknas Sydkorea, USA, Frankrike och Tyskland.
Dansstilen kommer från en mängd dansstilar som rocking, och även kampsporter som exempelvis capoeira. Breaking är under ständig utveckling och influeras fortfarande av andra dansstilar och sporter då dansen handlar om att uttrycka sig själv och sätta en personlig prägel. 
"Break" i breaking kommer av DJ:ers användning av två skivspelare för att förlänga trum-break:en i låtarna med två exemplar av samma skiva (en DJ från hiphopens barndom som ofta förknippas med breaking är DJ Kool Herc). Som en följd av den musikaliska inriktningen mot breaks började dansarna att allt mer gå ner på golvet och göra mer akrobatiska steg.

## Begrepp

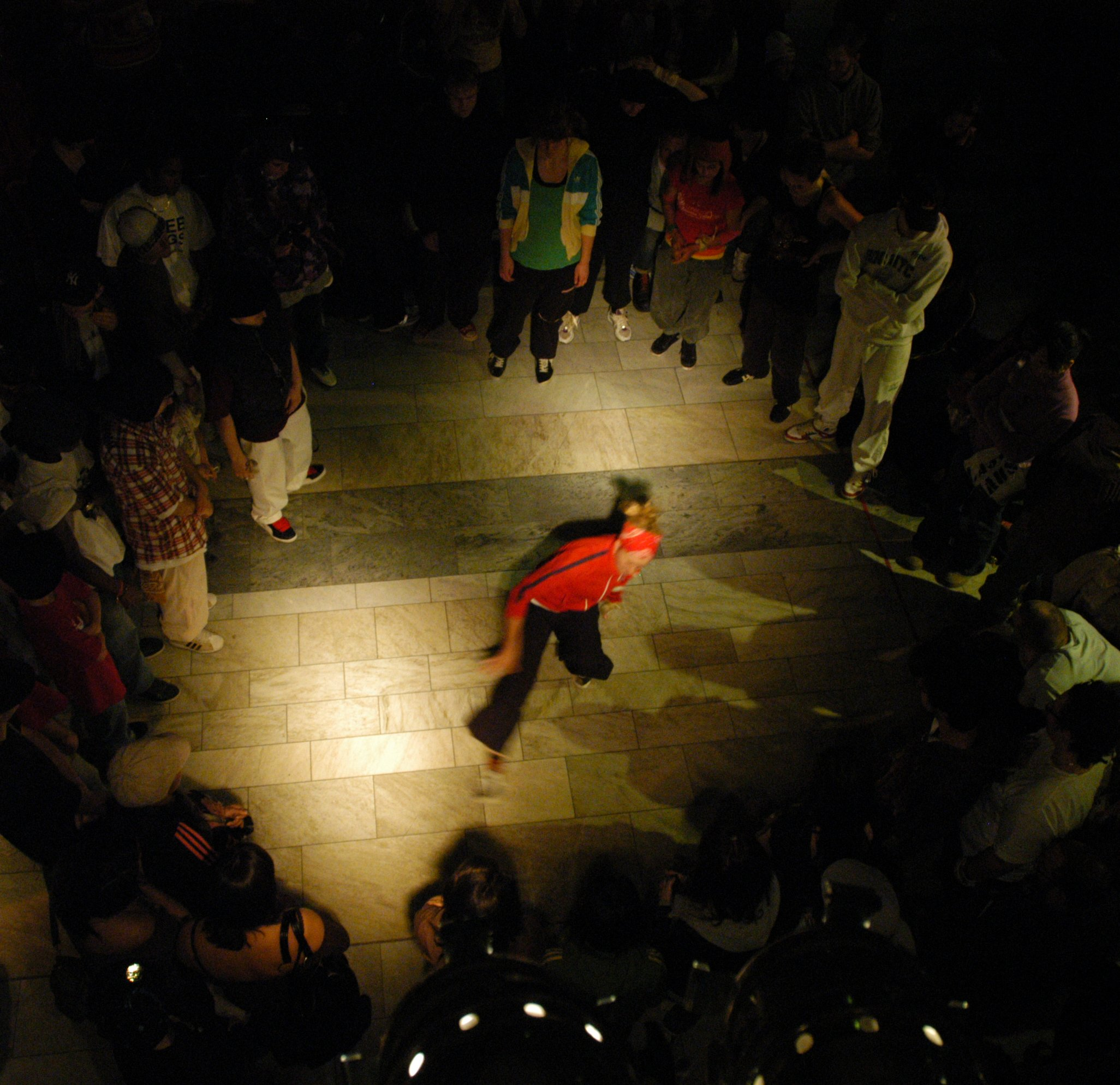
Cirkel

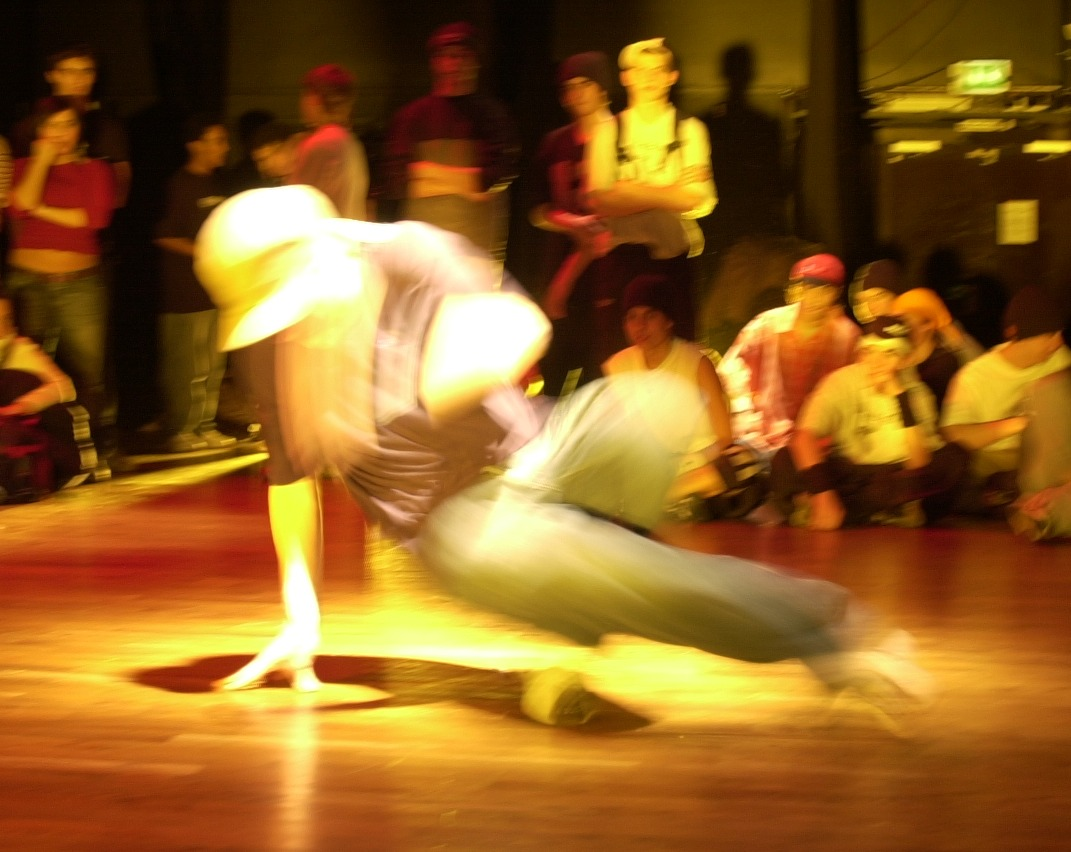
Downrock - 6-step

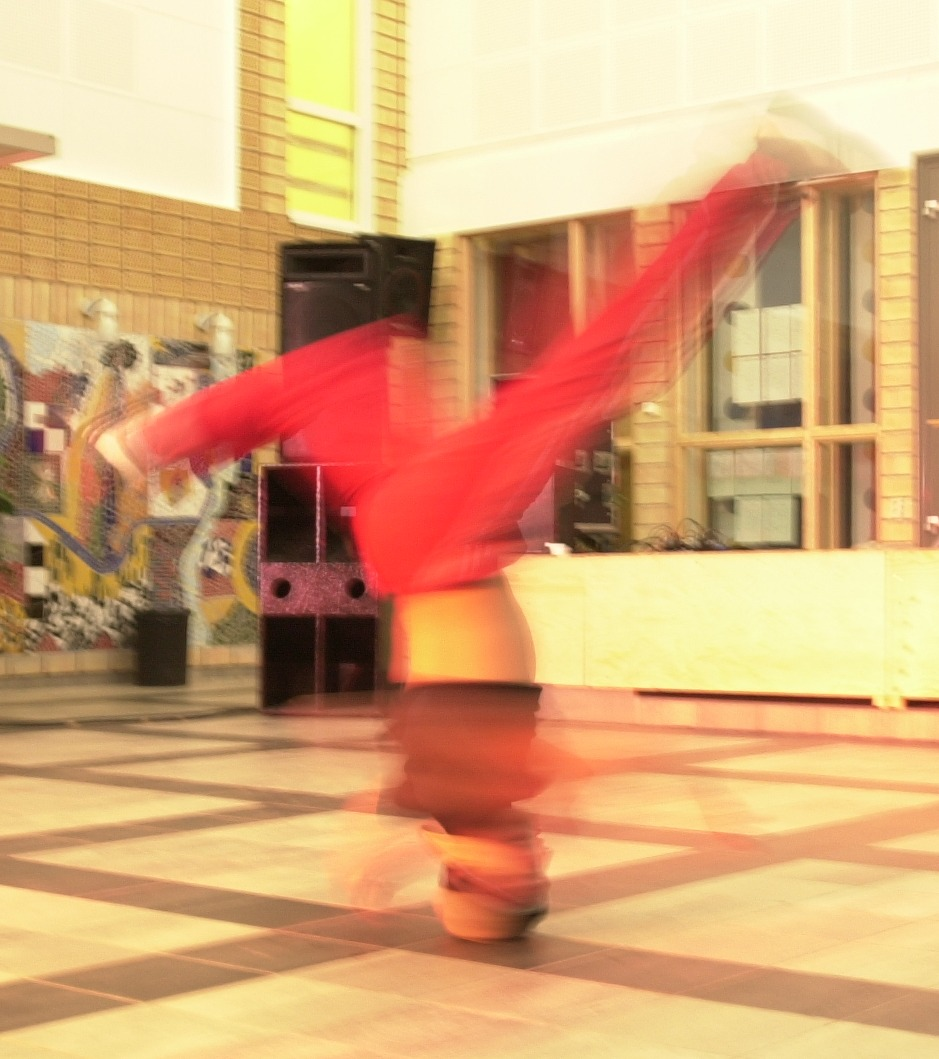
Powermove - Head spin

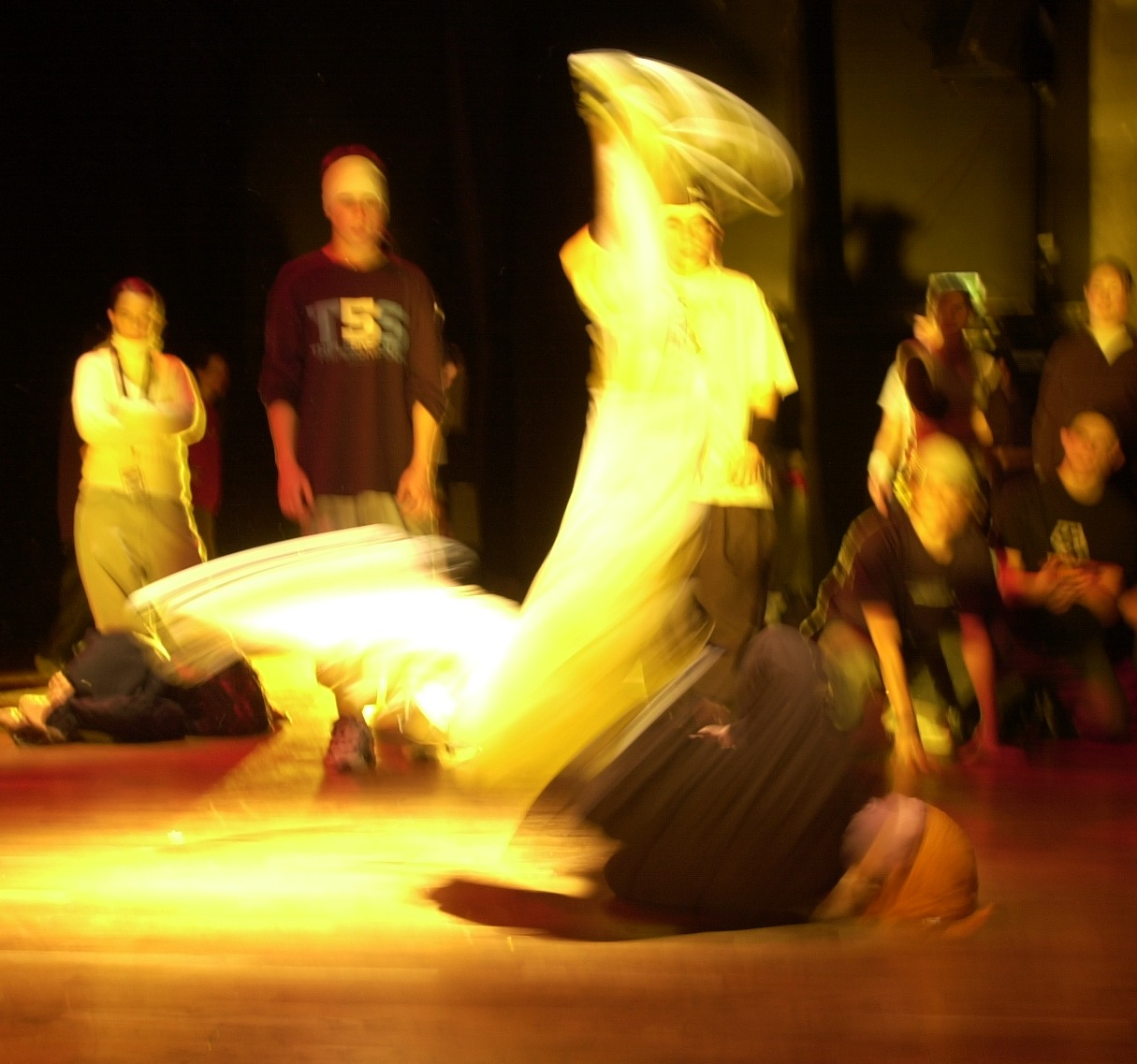
Powermove - Windmill

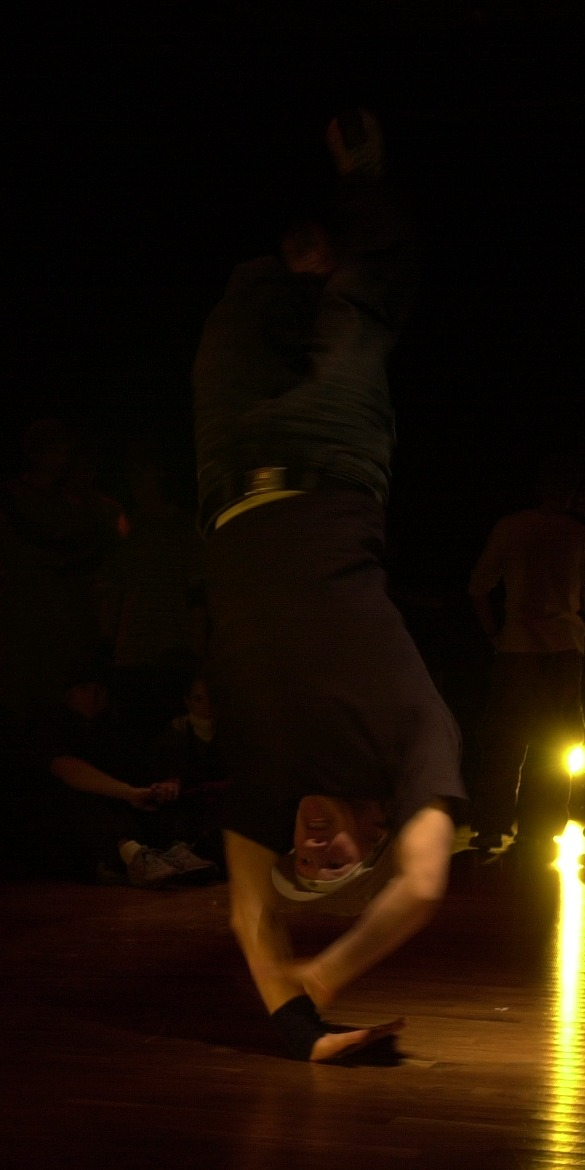
Powermove - 1990

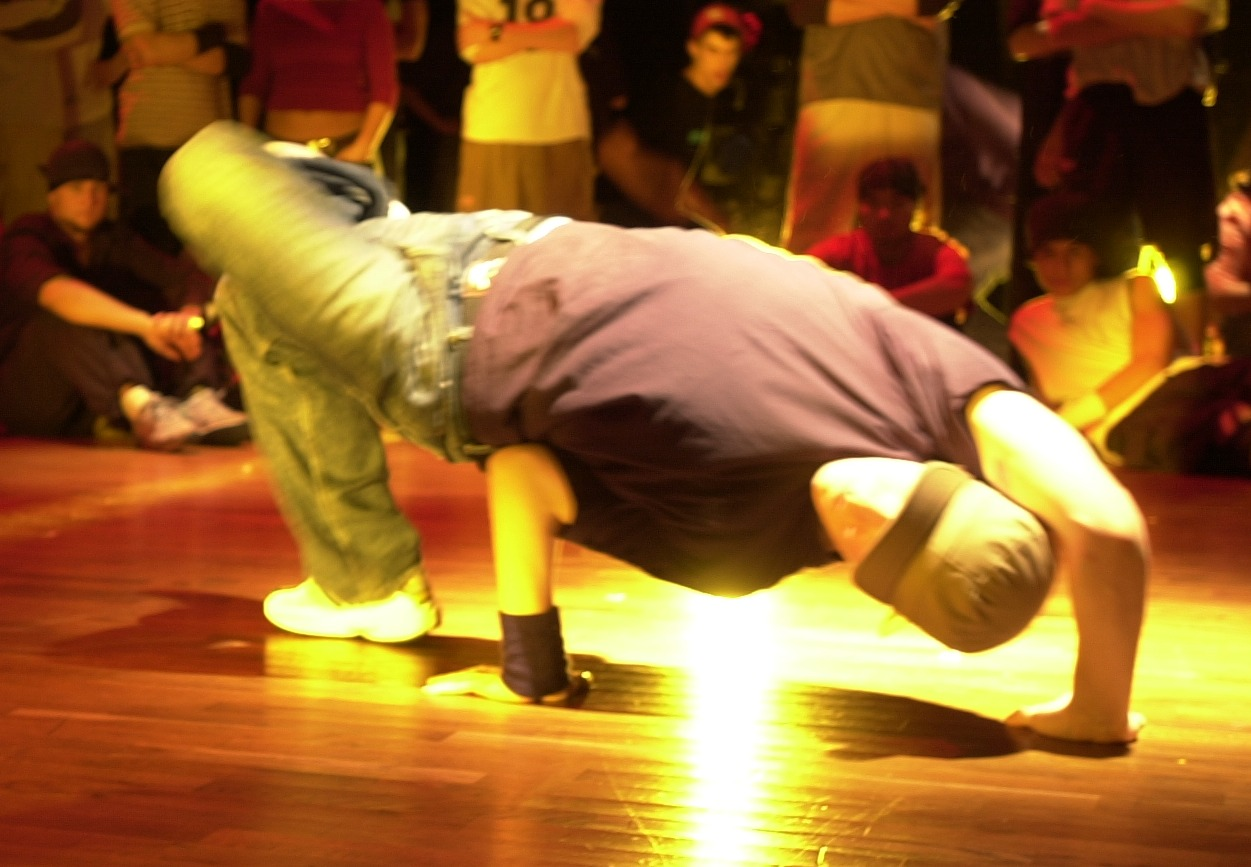
Freeze - Figure 4

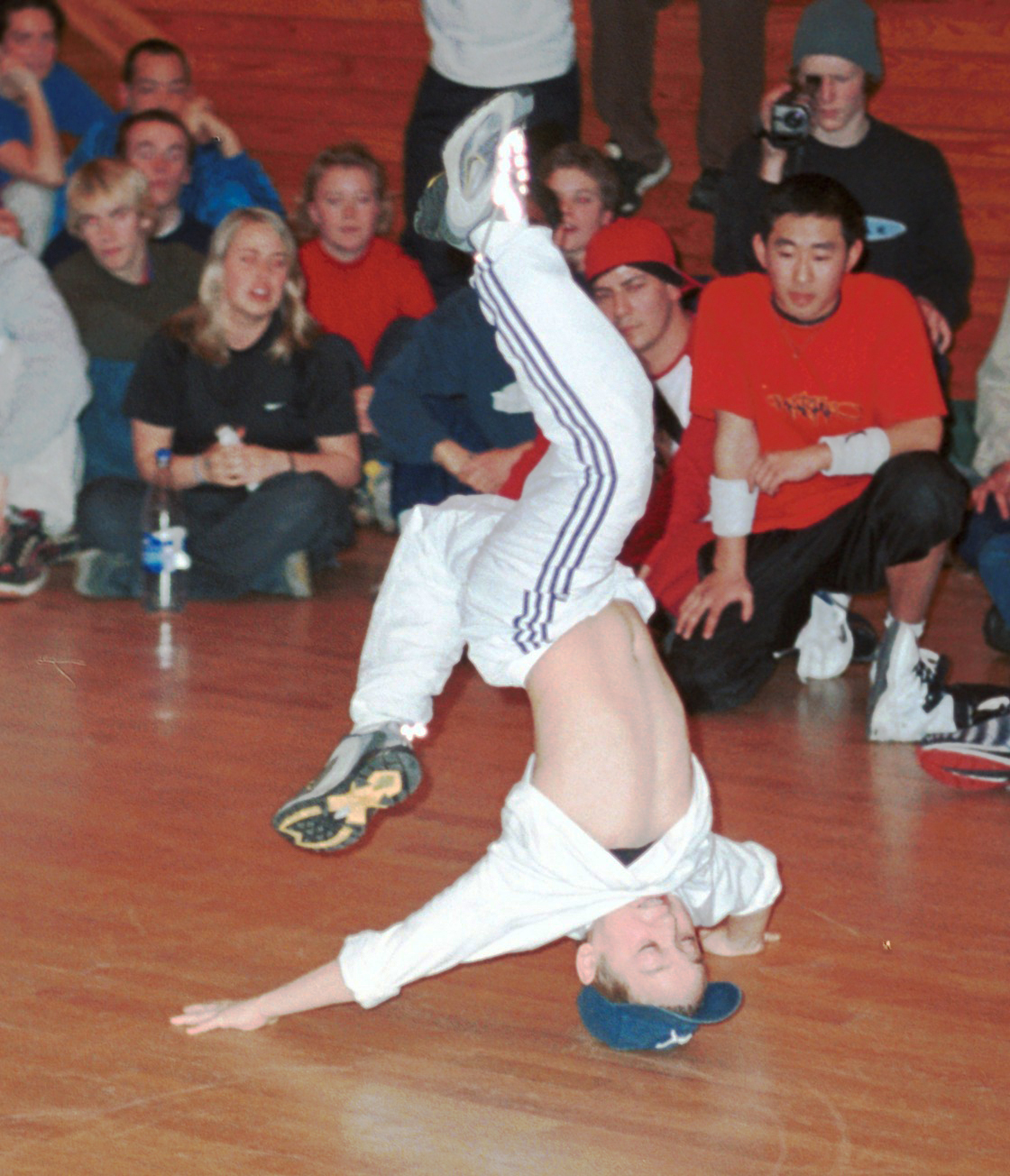
Freeze - HeadHollow

### Jam
Jam är en benämning för en tillställning att utöva breaking. Begreppet har lånats från musikvärlden och då framförallt jazz. Det har ungefär samma betydelse och innebär en tillställning att utöva sin konst, interagera och inspireras av och med andra och ha kul. Ett jam behöver vare sig ha battles eller tävlingar även om det är mycket vanligt med någon av dem.

### Battle
Ett battle är en inofficiell uppgörelse mellan två dansare eller två crews i syfte att avgöra vem som är bäst. Det behöver inte finnas en domare för detta och ibland kan oenighet uppstå om vem som egentligen vann battlet. Detta har ofta en bakgrund i att opponenterna har olika uppfattning om hur bra breaking ser ut.

### Cirkel
En cirkel eller circle uppstår ofta när en grupp breakare samlas. Det som händer är att en person dansar medan de övriga står runt omkring och observerar. Så fort en dansare är klar hoppar nästa dansare in och fortsätter. Ibland är många dansare sugna på att gå in samtidigt och irritation och frustration uppstår. Ibland blir det pauser mellan inhoppen medan det på stora jam ofta uppstår sidocirklar medan andra cirklar ”dör” ibland.

## Moves
Dansen delas in i 4 olika huvudgrupper.
- Toprock
- Downrock
- Freezes
- Power Moves

Toprock
Toprock kallas den kategori av dansteg då dansaren är "där uppe". Här är det fritt fram att uttrycka sig hur man vill, blanda steg, vara kreativ och försöka komma på något nytt steg.
Kända toprocks är:
- Uprock
- Indian Step
- March Step
- Kick Step

Downrock
Det är i downrocken den klassiska dansen träder fram. Downrocken inkluderar alla steg man gör på golvet där fotarbete är med, men kategorin kan även brytas ner till flera olika stilar.
Kända Downrocks
- 6-step
- 12-step/Babylove
- 3-Step
- CC/Switch

Freezes
Freezes är positioner, poser som dansare står still i för att antingen markera, vila eller för att gå in i en annan rörelse. Freezes kan göras på händerna, armbågen, armbågen i sidan. Det finns många olika varianter.
- Baby Freeze
- Inverted Baby Freeze
- L-Kick
- Nike

Power Moves
Power moves är kanske de rörelser som symboliserar breakdancen mest utåt. Här ingår alla rörelser som kräver maximal styrka, koordination och gemensamt för alla rörelser är att man på något sätt snurrar. De flesta Power Movsen kan länkas in i varandra.
- Windmill
- Flare
- Headspin
- Turtle

Kategorier av rörelser
Använder de engelska uttrycken för rörelserna då de inte riktigt passar att översätta dom till svenska.[källa behövs]
- Blowups and Taps
- Halos/Tracks
- Handstand Moves
- Flares
- Floats
- Footworks
- Freezes
- Swipes
- Spins
- Threads
- Tricking
- Windmills

## Kultur
En stor del av denna kultur är att visa vad man går för i så kallade "battles" (att "battla"), där breakare utmanar varandra en mot en eller i grupper. Breaking är en av stilarna som man räknar in under namnet streetdance eftersom de spontant uppstod på diskotek och klubbar vid sidan av den etablerade dansen.

### Tävlingar
Förutom battles tävlas det också i breaking. Det brukar ske under någorlunda organiserade förhållanden med domare. Vanligtvis sker dessa i en turneringsform där man slår ut varandra ungefär som slutspelet i fotbolls-VM. Dessa sker genom battles i ett förannonserat antal ronder eller tid. Oftast har man ett udda antal domare för att alltid kunna få en utslagsgivande röst. Rösterna ges genom att efter varje battle mellan två personer eller två crews genom att varje domare pekar på den som man anser ha vunnit. Om en domare inte kan bestämma sig eller tycker att de är lika bra pekar han med båda armarna i kors. Om de andra domarna då inte uppnår enighet brukar man hålla en eller flera extraronder för att domarna ska få större chans att kunna bedöma dansarnas skicklighet.

#### Battle of the Year
Fördjupningsartikel: Battle of the Year
Den största tävlingen är Battle of the Year (förkortas BOTY) i Tyskland. Den hålls årligen sent på hösten och föregås av deltävlingar i olika delar av världen. Sverige tillhör Scandinavian BOTY tillsammans med Norge, Danmark m.fl. Denna deltävling brukar hållas i augusti.
Huvudtävlingen har på senare år (sedan 1997) haft så många deltagande länder att man först låter varje tävlande göra en show ur vilka domarna plockar 8 som får göra upp i mer traditionell turneringsform. Denna tävling drar årligen runt 15000 åskådare.
| Year | Champion               | Runner Up          | Best Show           |
| ---- | ---------------------- | ------------------ | ------------------- |
| 2010 | Jinjo                  | Mortal Combat      | Mortal Combat       |
| 2009 | Gamblerz               | Top 9              | All Area            |
| 2008 | Top 9                  | T.I.P.             | Top 9               |
| 2007 | Extreme Crew           | Turn Phrase Crew   | Turn Phrase Crew    |
| 2006 | Vagabonds              | Last For One       | Vagabonds           |
| 2005 | Last For One           | Ichigeki           | Ichigeki            |
| 2004 | Gamblerz               | Fantastik Armada   | Break the Funk      |
| 2003 | Pockémon               | Expression         | Fire Works          |
| 2002 | Expression             | Vagabonds          | Vagabonds           |
| 2001 | Wanted                 | Team Ohh           | Visual Shock        |
| 2000 | Flying Steps           | Waseda Breakers    | Waseda Breakers     |
| 1999 | Suicidal Lifestyle     | Rock Force Crew    | / Spartanic Rockers |
| 1998 | Rock Force Crew        | The Family         | Spartanic Japan     |
| 1997 | Style Elements         | South Side Rockers | South Side Rockers  |
| 1996 | Toys In Effect         | Enemy Squad        | Inte utdelat        |
| 1995 | / The Family           | Enemy Squad        | Inte utdelat        |
| 1994 | Vlinke Vuesse          | Enemy Squad        | Inte utdelat        |
| 1993 | Always Rockin' Tuff    | Fresh Force        | Inte utdelat        |
| 1992 | Battle Squad           | Rock Steady Family | Inte utdelat        |
| 1991 | Battle Squad           | TDB                | Inte utdelat        |
| 1990 | / Second To None + TDB | Inte utdelat       | Inte utdelat        |

#### SM
Fördjupningsartikel: Breaking-SM
Sedan 1995 har det hållits svenska mästerskap i breaking. Eftersom det inte finns någon nationell riksorganisation som i andra idrotter ligger det på eldsjälar att organisera dessa. 1996 uteblev mästerskapen. Då Breaking även blir en sportgren anordnas det ett separat SM 27 juni 2024 i Västerås. 
| År   | Singel killar (bboy)         | Crew                               | Singel tjejer (bgirl)        |
| ---- | ---------------------------- | ---------------------------------- | ---------------------------- |
| 1995 | Renegade                     |                                    |                              |
| 1996 | Ingen tävling hölls detta år | Ingen tävling hölls detta år       | Ingen tävling hölls detta år |
| 1997 | Freeze                       |                                    |                              |
| 1998 | Jam One                      |                                    |                              |
| 1999 | Jam One                      | Revenga + friends (Malmö Allstars) |                              |
| 2000 | Freeze (MovesPerMinute)      | MovesPerMinute                     |                              |
| 2001 | Tiny Move (Ultimate)         | Original Rockers                   |                              |
| 2002 | Unique (Beef Noodles)        | Style Warriors                     | Lotten Bång/Smiley           |
| 2003 | Marre (Ghost Crew)           | Freestyle Phanatix                 | Sofia                        |
| 2004 | Flaco (Ghost Crew)           | Grounded                           | Swiski (Stockholm)           |
| 2005 | Flaco (Ghost Crew)           | Ultimate Desperados                | Cam Ill (Concrete Kingz)     |
| 2006 | Oxygen (Grounded)            | Grounded                           | Swiski (Concrete Kingz)      |
| 2007 | B-boy Life (Concrete Kingz)  | Grounded                           | Swiski (Concrete Kingz)      |
| 2008 | -                            | -                                  | -                            |
| 2009 | Calle (Above the Clouds)     | De La Kings                        | MessyMel (Skyhigh Rockers)   |
| 2010 | P-Tech (Skill Bill)          | Grounded                           |                              |
| 2011 | Foolish (Octagon)            | De La Kings                        |                              |
| 2012 | -                            | -                                  |                              |
| 2013 | Dogbite (Ricochet)           | De La Kings                        |                              |
| 2014 | Calle (Above the Clous)      | Ghost Crew                         |                              |
| 2015 | Energyflow (Wize Guys)       | Grounded                           |                              |
| 2016 | Dogbite (Breakadelics)       | Grounded                           |                              |
| 2017 | Dogbite (Breakadelics)       | Wize Guyz                          |                              |
| 2018 | Flaco                        | Stockholm City Rockers             |                              |
| 2019 |                              |                                    |                              |
| 2020 |                              |                                    |                              |
| 2021 |                              |                                    |                              |
| 2022 | Dogbite                      | Skill Bill Zoo                     | Elli                         |
| 2023 | Dogbite                      | Wian crew                          | Farytail (Grunded)           |

## Träning
Det vanligaste sättet att lära sig dansa är av kompisar och att titta på video. Man samlas på en plats eller i en lokal och tränar individuellt på de moves man vill lära sig. Man inspireras av de andra och får kritik och tips på hur man kan göra bättre. 
Man kan också lära sig dansstilen på ett stort antal dansstudios runt om i Sverige. Dessutom finns det en ettårig heltidsutbildning i streetdance på Åsa folkhögskola där breaking är en stor del. Även på Danshögskolan i Stockholm kan man lära sig streetdance.